# Anushka Sharma
Anushka Sharma (uttal: əˈnʊʂkaː ˈʃərmaː), född 1 maj 1988 i Ayodhya, är en indisk skådespelare, producent och tidigare modell. Hon har vunnit flera filmpriser, bland annat IIFA Awards, Filmfare Awards och Zee Cine Awards för Bästa kvinnliga biroll i filmen Jab Tak Hai Jaan.

## Filmografi
| År   | Titel                      | Roll                 |
| ---- | -------------------------- | -------------------- |
| 2008 | Rab Ne Bana Di Jodi        | Tani Sahni           |
| 2010 | Badmaash Company           | Bulbul Singh         |
| 2010 | Band Baaja Baaraat         | Shruti Kakkar        |
| 2011 | Patiala House              | Simran               |
| 2011 | Ladies vs Ricky Bahl       | Ishika Desai         |
| 2012 | Jab Tak Hai Jaan           | Akira Rai            |
| 2013 | Matru Ki Bijlee Ka Mandola | Bijlee Mandola       |
| 2014 | PK                         | Jagat "Jaggu" Janini |